# Miasta Lesotho
Według danych oficjalnych pochodzących z 2005 roku Lesotho posiadało ponad 10 miast o ludności przekraczającej 5 tys. mieszkańców. Stolica kraju Maseru jako jedyne miasto liczyło ponad 100 tys. mieszkańców; 2 miasta z ludnością 50–100 tys.; 4 miasta z ludnością 25–50 tys. oraz reszta miast poniżej 25 tys. mieszkańców.

## Największe miasta w Lesotho
Największe miasta w Lesotho według liczebności mieszkańców (stan na 2005):
| Lp. | Miasto        | Dystrykt      | Liczba ludności |
| --- | ------------- | ------------- | --------------- |
| 1.  | Maseru        | Maseru        | 218 355         |
| 2.  | Teyateyaneng  | Berea         | 75 115          |
| 3.  | Mafeteng      | Mafeteng      | 57 059          |
| 4.  | Hlotse        | Leribe        | 47 675          |
| 5.  | Mohale’s Hoek | Mohale’s Hoek | 40 514          |
| 6.  | Maputsoe      | Leribe        | 32 117          |
| 7.  | Qacha’s Nek   | Qacha’s Nek   | 25 573          |
| 8.  | Quthing       | Quthing       | 24 130          |
| 9.  | Peka          | Leribe        | 17 161          |
| 10. | Butha-Buthe   | Butha-Buthe   | 16 330          |

## Alfabetyczna lista miast w Lesotho
- Butha-Buthe
- Hlotse
- Mafeteng
- Maputsoe
- Maseru
- Mohale’s Hoek
- Mokhotlong
- Peka
- Pitseng
- Qacha’s Nek
- Quthing
- Roma
- Teyateyaneng
- Thaba-Tseka